# Камеро-Нуэво

Камеро-Нуэво (исп. Camero Nuevo)  — район (комарка) в Испании, входит в провинцию Риоха в составе автономного сообщества Риоха.

## Муниципалитеты
1. Альмарса-де-Камерос
2. Эль-Расильо-де-Камерос
3. Гальинеро-де-Камерос
4. Лумбрерас
5. Нестарес
6. Ньева-де-Камерос
7. Ортигоса-де-Камерос
8. Пинильос
9. Прадильо
10. Торресилья-эн-Камерос
11. Вигера
12. Вильянуэва-де-Камерос
13. Вильослада-де-Камерос